# Iva Nova
Iva Nova (russisch Ива Нова) ist eine 2002 in Sankt Petersburg gegründete russische Band. Sie besteht aus den Musikerinnen Ekaterina Fedorova (Schlagzeug, Percussion), Anastasia Postnikova (Gesang, Percussion), Natalia Potapenko (Akkordeon) und Galina Kiseleva (E-Bass). Ihr Stil ist eine Mischung aus Rock und Punk mit slawischer Folklore.

## Auftritte
Iva Nova spielt außer in ihrer russischen Heimat regelmäßig in europäischen Clubs und auf internationalen Festivals. So trat die Band u. a. 2013 auf dem Weltmusikfestival Horizonte sowie auf dem Fusion Festival auf. 2014 folgten Auftritte auf dem TFF Rudolstadt und während der Maiwoche in Osnabrück.
2023 Auftritt Open Ohr Festival Mainz Zitadelle.

## Diskografie
- 2002: Live Demo (Album)[8]
- 2003: Ива Нова – „Iva Nova“(Album)[9]
- 2005: Живая! – „Live!“ (Konzert-DVD)[9]
- 2006: Чемодан – „Koffer“ (Album)[9]
- 2009: …После зимы – „… Nach dem Winter“ (Maxi-Single)[9]
- 2010: К себе нежно – „Sanft zu sich selbst“ (Album)[9]
- 2013: 220 V – Live from Wackelsteinfestival (Album)[9][10]
- 2014: Крутила Пила - „Krutila Pila“ (Album)[9][11]
- 2018: Уба Хоба - "Uba Hoba" (Album)[9]